# Février 1896

## Événements
- Massacres en Crète;
- Le tsar Nicolas II de Russie reconnaît Ferdinand de Saxe-Cobourg, candidat de l’Autriche et de l’Allemagne, comme roi de Bulgarie.

- 1er février [1]: à la suite d'incidents antijaponais en Corée, le roi Kojong se réfugie dans la légation russe à Séoul, ce qui provoque un regain de tension entre le Japon et la Russie qui luttent, après l’élimination de la Chine, pour la prépondérance en Corée.

- 10 février : début de la politique espagnole de « concentration » dans la lutte contre les indépendantistes cubains, sous l'impulsion de Valeriano Weyler.

- 14 février : au hockey sur glace, les Victorias de Winnipeg remporte la Coupe Stanley contre les Victorias de Montréal.

- 15 février : publication à Vienne de l’État des Juifs, du hongrois Theodor Herzl, qui reprend les thèses sionistes. Herzl, convaincu que l’assimilation des Juifs est un leurre, défend la création d’un parlement habilité à parler au nom de tous les Juifs du monde. Il cherche des concours financiers et politiques. Il rencontre Abdül-Hamid II pour le convaincre de favoriser l’émigration juive en Palestine, mais le sultan refuse. De même, la grande aristocratie financière juive est réticente à un financement du projet sioniste.

## Naissances
- 15 février : Arthur Shields, acteur et metteur en scène irlandais († 27 avril 1970).
- 16 février : Eugénie Blanchard, doyenne de l'humanité le 2 mai 2010 à son décès.
- 18 février : André Breton, écrivain et poète français († 28 septembre 1966).
- 19 février : Iivo Ahava, militaire finlandais († 16 avril 1919).
- 20 février : Henri de Lubac, jésuite, théologien et cardinal français († 4 septembre 1991).
- 22 février : Arthur Masson, écrivain belge d'expression française, docteur en philosophie et lettres († 28 juillet 1970).
- 24 février :
  - Jen Leroy, peintre et sculpteur belge († 8 décembre 1939).
  - Richard Thorpe, réalisateur américain († 1er mai 1991).